# Verenigde Staten van de Ionische Eilanden
De Verenigde Staten van de Ionische Eilanden (Engels: United States of the Ionian Islands; Grieks: Ηνωμένον Κράτος των Ιονίων Νήσων, Inoménon Krátos ton Ioníon Níson; Italiaans: Stati Uniti delle Isole Ionie) was een protectoraat van het Verenigd Koninkrijk. In 1815 werd het land door het Congres van Wenen gecreëerd uit een deel van de Illyrische Provincies. In 1864 werden de eilanden als cadeau aan het nieuw ontstane Koninkrijk Griekenland geschonken.

## Geschiedenis
Voor de napoleontische oorlogen waren de Ionische Eilanden een onderdeel van de Republiek Venetië. Toen de Venetiaanse Republiek in 1797 met de Vrede van Campo Formio werd opgeheven kwamen de eilanden aan Frankrijk. Tussen 1798 en 1799 werden de Fransen verdreven door een verenigde Russisch-Turkse alliantie. De veroveraars stichtten de Republiek van de Zeven Eilanden die bestond van 1800 tot 1814.
De eilanden werden wederom geannexeerd door de Fransen. In 1809 versloeg Groot-Brittannië de Franse vloot bij Zakynthos op 2 oktober en veroverde de eilanden Kefalonia, Kythira en Zakynthos. Lefkada werd door de Britten ingenomen in 1810. Korfoe bleef Frans tot 1814.
Het Congres van Wenen besloot de Eilanden onder Britse protectie te plaatsen. Ondanks de Britse militaire regering kreeg het Keizerrijk Oostenrijk gelijke commerciële rechten als Groot-Brittannië. In 1817 werd de nieuwe grondwet voor de Eilanden geratificeerd. Hierdoor werden de Eilanden een bondsstaat van zeven eilanden. De Britten stelden voor hun nieuwe Ionische onderdanen een nog steeds bestaande ridderorde, de Orde van Sint-Michaël en Sint-George in.
Op 29 maart 1864 tekenden Groot-Brittannië, Griekenland, Frankrijk en Rusland het Verdrag van Londen waarin de soevereiniteit over de eilanden werd overgedragen aan Griekenland. Op 28 mei werden de eilanden daadwerkelijk overgedragen.

## Talen
Volgens de tweede grondwet van de republiek (1803), was Grieks de belangrijkste officiële taal. Italiaans werd echter nog steeds gebruikt, vooral voor officiële zaken. Het enige eiland waarop Italiaans (Venetiaans) meer gesproken werd, was Kefalonia. Daar had een groot deel van de bevolking Italiaans als moedertaal.

## Staten
De Verenigde Staten van de Ionische Eilanden was een federatie. Het bestond uit zeven eilanden, die elk een aantal zetels toegewezen kregen in het parlement.
| Staat     | Hoofdstad | Aantal zetels |
| --------- | --------- | ------------- |
| Korfoe    | Korfoe    | 7             |
| Kefalonia | Argostoli | 7             |
| Kythira   | Kythira   | 1 of 2        |
| Ithaka    | Vathi     | 1 of 2        |
| Paxi      | Gaios     | 1 of 2        |
| Lefkada   | Lefkada   | 4             |
| Zakynthos | Zakynthos | 7             |

## Politiek
De Britten organiseerden het bestuur onder leiding van een Lord High Commissioner. Deze werd aangesteld door de Britse koning op advies van de Britse regering. In totaal hebben er tien mannen deze functie uitgeoefend.
De eilanden hadden een bicameraal systeem, het Parlement van de Verenigde Staten van de Ionische Eilanden genoemd. De kamers waren de Legislative Assembly en de Senaat.
De grondwet van 1818 richtte een hooggerechtshof in, dat het Hooggerechtshof van de Verenigde Staten van de Ionische Eilanden genoemd moest worden. De voorzitter was gekend als de Chief Justice.
De volgende personen beoefenden het ambt van Chief Justice:
- John Kirkpatrick (1820–1835)
- Sir James John Reid (1837–?)
- Sir Charles Sargent (1860–?)
- Sir Patrick MacChombaich de Colquhoun (1861–1864)